# Your Body
„Your Body” – piosenka dance-popowa stworzona na siódmy album studyjny amerykańskiej piosenkarki Christiny Aguilery Lotus (2012). Wyprodukowany przez Maxa Martina i Shellbacka, utwór wydany został jako inauguracyjny singel promujący krążek dnia 17 września 2012 roku.
Utwór dotyczy anonimowego seksu i jest śpiewany z perspektywy kobiety poszukującej przelotnej znajomości z nieznanym partnerem. Piosenka została korzystnie oceniona przez krytyków muzycznych, którzy okrzyknęli ją chwytliwym, seksownym i świeżym hymnem dyskotekowym oraz chwalili wokale Aguilery. Singel zajął trzydzieste czwarte miejsce w notowaniu Billboard Hot 100 oraz dziesiąte na Canadian Hot 100. Na światowych listach przebojów osiągnął mieszany sukces, notowany między innymi na pozycjach #9 w Brazylii, #17 w Japonii, #29 w Niemczech i #46 w Irlandii. Teledysk do „Your Body” został wyreżyserowany przez Melinę Matsoukas i utrzymany jest w surrealistycznym, kiczowatym tonie. Aguilera wciela się w nim w kryminalistkę z upodobaniem do krzykliwych strojów, uwodzącą i mordującą atrakcyjnych mężczyzn. Akty zabójstw nie przedstawiają przemocy dosłownie, zastępując krew kolorową farbą oraz konfetti. Wideoklip zawiera także nawiązania do amerykańskiej popkultury. Odbiór klipu przez krytykę był pozytywny, a opiniodawcy docenili kolorystykę i figlarną treść dzieła Matsoukas, a także poczucie humoru Aguilery.

## Informacje o utworze
Kompozycja trafiła do katalogu Sony Music Central dnia 29 grudnia 2011 roku. 3 sierpnia 2012, wraz z utworem „Easier to Lie” (również nagranym na płytę Lotus, lecz z odrzuconym z jej tracklisty), „Your Body” został włączony do bazy amerykańskich kompozytorów ASCAP. Piosenkę nagrano w 2012 roku w pracowni MXM Studios w Sztokholmie. Wokale Aguilery rejestrowano osobno w The Red Lips Room, osobistym studio artystki w Beverly Hills. Twórcami utworu są Max Martin, Karl „Shellback” Schuster, Tiffany Amber oraz Savan Kotecha, dwaj pierwsi autorzy wyprodukowali singel. Istnieją dwie wersje piosenki; w jednej z nich, „Clean Version”, wykonawczyni śpiewa w refrenie „love your body”, w drugiej słowo „love” zastępuje przekleństwem „fuck”. Na deluxe edition albumu Lotus znalazł się remiks piosenki w wykonaniu holenderskiego producenta muzycznego Martina Garriksa.
Tekst traktuje o anonimowym seksie, a Aguilera śpiewa z perspektywy kobiety zainteresowanej przygodnym stosunkiem z przypadkowym mężczyzną. Piosenkarka zastrzegła sobie przed Maksem Martinem prawo do nagrania kompozycji zgodnie ze swoimi przekonaniami, skupiając się na własnym wokalu. Powiedziała, że „jest w stanie naprawdę śpiewać w 'Your Body', ale jednocześnie utrzymać ten utwór w świeżości i pełni zabawy”. Utwór stanowi właściwy powrót Aguilery do branży muzycznej po dwóch latach od wydania krążka Bionic (2010) i stał się jednym z najbardziej wyczekiwanych przez fanów artystki singli. „Your Body” jest skomponowaną w średnim tempie piosenką popową, czerpiącą z rhythm and bluesa, elektroniki, dance'u oraz dubstepu. Refren skomponowany został w metrum 4/4 (bity typu four-on-the-floor). Zdaniem Aguilery, „Your Body” to „zabawny utwór dotyczący wolności”, „stworzony specjalnie dla fanów”. Czasopismo The Hollywood Reporter porównało piosenkę do singlowych wydawnictw Aguilery „Genie in a Bottle” (1999) i „Dirrty” (2002), które charakteryzowały się erotycznym podtekstem.

### Obecność w kulturze masowej
W kwietniu 2014 roku utwór stał się częścią tajskiego konkursu piękności Miss Tiffany’s Universe, mającego na celu wyłonienie najpiękniejszej osoby transgenderycznej. Podczas konkursu, odbywającego się w mieście Pattaya, finalistki odśpiewały z playbacku mash-up piosenek „Your Body”, „Can’t Remember to Forget You” z repertuaru Shakiry i Rihanny oraz „Dark Horse” Katy Perry. Autorem mash-upu był producent muzyczny i DJ, Robin Skouteris. Drag queen Mariah Balenciaga występowała z utworem „Your Body” podczas drag shows.

## Wydanie singla
Wydanie singla od początku wzbudzało zainteresowanie mediów i fanów Christiny Aguilery. 20 grudnia 2011 wstępnie podano do informacji, że według niepotwierdzonych doniesień nowy singel Aguilery ma nosić tytuł „Love Your Body”. Trzy dni później wyjawiono, że singel ujrzy światło dzienne już na początku nowego roku. 29 grudnia zaświadczono, że singel – pod rzeczywistym tytułem „Your Body” – wyprodukował Max Martin oraz wysłano go do rozgłośni radiowych na terenie Stanów Zjednoczonych. Utwór nie został wydany aż do lata 2012, kiedy z kolei spekulowano na temat jego premiery w sierpniu. Magazyn Billboard obwieścił, że Martin przygotował dla Aguilery „klubowy przebój”. 4 sierpnia 2012 za pośrednictwem portalu społecznościowego twitter ujawniono fragment tekstu piosenki. 23 sierpnia krótkie fragmenty singla wyciekły do sieci. Tego samego dnia witryny internetowe zaczęły publikować pełną wersję dema utworu. Zdjęcie na okładce singla prezentuje Aguilerę owiniętą w różową tkaninę wykonaną z lekkiego materiału. Fotografia została pozytywnie oceniona przez krytyków, którzy porównali ją do zdjęcia autorstwa Mirandy Penn Turin zdobiącego okładkę albumu Stripped (2002) piosenkarki oraz fotosu umieszczonego na obwolucie książki The Last Sitting dotyczącej Marilyn Monroe. W wywiadzie dla programu telewizyjnego Access Hollywood, wspominając o okładce oraz swojej sylwetce na niej, Aguilera powiedziała: „Chciałam ukazać kobiecość i damskie kształty, używając gry światła i pięknych kolorów (...), widać to, gdy patrzysz na wijącą się wokół mnie tkaninę. Uwielbiam, gdy kobiety pokazują swoje ciała niezależnie od sylwetki. (...) Kocham swoje ciało”. 12 września magazyn Friday Morning Quarterback (FMQB), specjalizujący się w analizie rynku muzycznego w Stanach Zjednoczonych, poinformował, że nowy singel Aguilery będzie miał swoją oficjalną radiową premierę sześć dni później, 18 września. Jeszcze tego dnia, podczas czatu z fanami Christina Aguilera wyjawiła, że w piątek, 14 września odbędzie się prapremiera singla na łamach popularnej amerykańskiej stacji radiowej. Zgodnie z tymi zapowiedziami, prezenter Ryan Seacrest zaprezentował utwór na antenie radiostacji KIIS-FM, we własnej audycji. W serwisie twitter wokalistka zamieściła krótki wpis: „Wszystko się zaczyna (...) − 'Your Body' z mojego nowego albumu Lotus ma swoją premierę w radio. Jestem podekscytowana, że mogę podzielić się z wami moją nową muzyką! XoXtina”. Piosenka trafiła do sprzedaży w serwisie iTunes, między innymi w Polsce, 17 września 2012. 2 listopada tego roku singel wydano na płytach kompaktowych w Niemczech. 4 listopada w Wielkiej Brytanii w sprzedaży cyfrowej udostępniono EP singla, na który złożyły się cztery utwory − wersja bazowa „Your Body” i jej trzy remiksy. 27 listopada na terenie Stanów Zjednoczonych opublikowano fizyczną wersję singla na płytach CD.

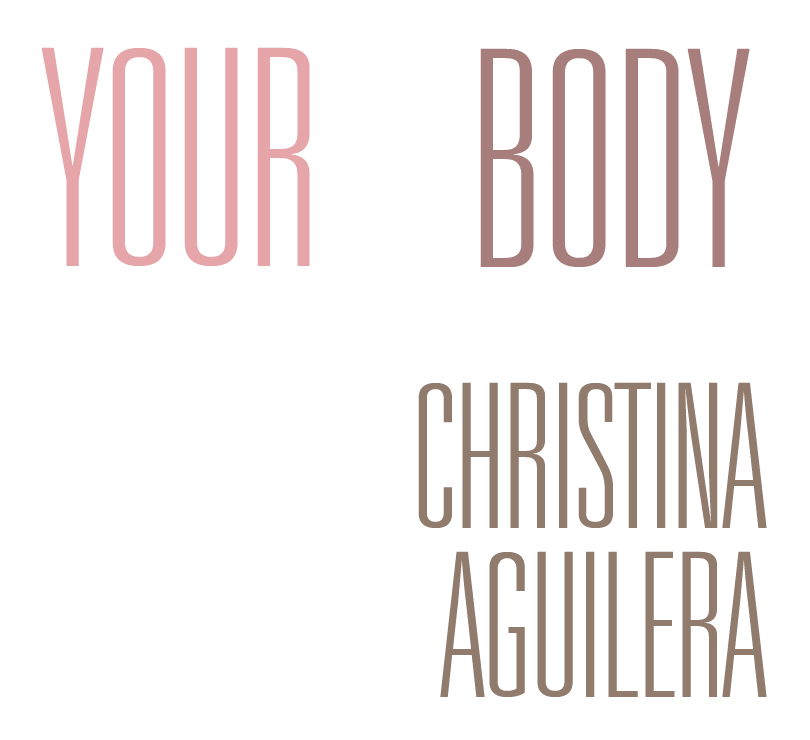
Logo „Your Body” zamieszczone na okładce singla.

Singel debiutował z pozycji #33 w notowaniu magazynu Billboard Top 40 Mainstream (Pop Songs). Wkrótce potem objął na tej liście szczytne miejsce dwudzieste. Jeszcze w drugiej połowie września 2012 utwór pojawił się na niższych pozycjach na listach Irish Singles Chart oraz MegaCharts Mega Single Top 100. 25 października objął miejsce 46. na Irish Singles Chart, a w szóstym tygodniu obecności na holenderskiej Mega Single Top 100 − pozycję 65. W ciągu paru dni od premiery zdobył pierwsze miejsce listy najczęściej pobieranych cyfrowo piosenek w Indonezji. W zestawieniu Billboard Hot 100 „Your Body” pojawiło się startowo na pozycji trzydziestej czwartej, przy sprzedaży stu trzech tysięcy egzemplarzy singla w systemie digital download. Utwór trafił również do top 10 listy Billboardu Hot Digital Songs (miejsce 10.), co dla Aguilery stanowiło najlepszy wynik w tym notowaniu od 2008 roku; „Keeps Gettin' Better” zajął wtedy piątą pozycję listy. W zestawieniu Canadian Hot 100, badającym popularność singli w Kanadzie, singel zadebiutował na trzynastym miejscu, a po premierze albumu Lotus ulokował się na miejscu #10. W Brazylii singel odniósł sukces komercyjny, będąc notowanym na miejscu dziewiątym listy Top 100 Singles, dziewiątym Hot 100 Airplay oraz drugim Hot Pop Songs; wydawcą trzech tych notowań był Billboard Brasil. Wraz z połową listopada 2012 utwór zadebiutował na liście UK Singles Chart na miejscu szesnastym. W Europie singel nie spotkał się ze znacznym sukcesem, choć był notowany wysoko na listach przebojów w Białorusi (miejsce #1), Chorwacji (#13), na Cyprze (#8), w Islandii (#18), Macedonii (#16), na Malcie (#11), w Rosji (#17), Rumunii (#6 w notowaniu teledysków), Szkocji (#16) i na Ukrainie (#13). W przodujących państwach kontynentu „Your Body” zyskał mieszane powodzenie; w oficjalnych notowaniach singlowych przebojów w Niemczech, Szwajcarii i Austrii zajął − kolejno − miejsca: #29, #22, #19. Na australijskiej liście ARIA Top 100 Singles piosenka osiadła najwyżej na pięćdziesiątej dziewiątej pozycji − oczko niżej niż promocyjne wydawnictwo Aguilery z 2010 roku, „Express”. Utwór okazał się tryumfem w Azji. Objął szczyt singapurskiej listy przebojów, był notowany w Top 10 list w Armenii (miejsce #7), Hongkongu (#3), Indonezji (#5), Izraelu (#9), Korei Południowej (#6), Libanie (#3), Tajwanie (#3) i Zjednoczonych Emiratach Arabskich (#3). W Japonii singel odnotował swoją obecność na różnych listach. Na listach tworzonych przez magazyny Billboard i Hanshin Contents Link był przebojem z czołowej dwudziestki: zajął miejsce siedemnaste na Japan Hot 100, miejsce siódme na Top 100 Airplay oraz pierwsze na Adult Contemporary Airplay Chart. Piosenka uplasowała się także na pozycji dwudziestej trzeciej w zestawieniu Oricon Top 100 Singles. Pod koniec sierpnia 2013 „Your Body” został odznaczony statusem złotej płyty przez duński oddział organizacji fonograficznej International Federation of the Phonographic Industry (IFPI). Do września 2014 roku na terenie USA singel wyprzedał się w ilości 566 tys. kopii.

## Opinie
Utwór spotkał się z pozytywnym przyjęciem zarówno wśród fanów, jak i antyfanów Aguilery. Perez Hilton, który kierował w stronę artystki wiele krytycznych uwag w trakcie promocji jej albumu Bionic w 2010 roku, chwalił dance’owe brzmienie oraz „pikantny, seksualny” tekst piosenki, której demo uznał za „fenomenalne”. Wokalista Adam Lambert, fan Aguilery, wyznał za pośrednictwem swojego profilu na portalu społecznościowym Twitter, że „kocha nowy singel Christiny”. Na Twitterze na temat piosenki wypowiedziała się także Lady Gaga, pisząc: „Właśnie nabyłam singel @therealXtina (nazwa profilu artystki na portalu − przyp.). Zdaje się, że stara Christina, którą uwielbiam, wróciła. Gratulacje”. Christopher Rosa i Chelsea Lewis, redaktorzy witryny internetowej thecelebritycafe.com, uwzględnili „Your Body” w dwóch odrębnych, subiektywnych rankingach dziesięciu najlepszych piosenek z dyskografii Aguilery. W marcu 2014 roku serwis top50songs.org podał, że internauci uznają „Your Body” za najlepszy utwór kiedykolwiek nagrany przez Aguilerę. Niemiecka witryna istups.com wskazała „Your Body” jako jedną z najlepszych piosenek wydanych w 2012 roku. Richard Eric (The Gospel According to Richard Eric), podobnie, określił „Your Body” mianem jednej z dwudziestu najlepszych kompozycji 2012. W czerwcu 2017 Joshua Haigh (Attitude) uznał utwór za jedno z najbardziej niedocenionych wydawnictw singlowych minionych dziesięciu lat. W sierpniu 2017 dziennikarze witryny popheart.pl opracowali listę dziesięciu najlepszych piosenek w całej karierze Aguilery. „Your Body” objął na niej miejsce 4.
W retrospektywnym tweecie z marca 2020 serwis Idolator uznał „Your Body” za najlepszy utwór 2012 roku.

### Recenzje

#### Wersja demo
W momencie, gdy demo utworu wyciekło do sieci, liczne witryny internetowe pokusiły się o wydanie recenzji. „Your Body” szybko zebrał pochlebne opinie. Redaktor strony Pink is the New Blog uznał możliwość wysłuchania wstępnej, niedopracowanej wersji piosenki za przyjemność, dodając, że spodziewa się nieznacznie inaczej brzmiącego singla. „Lubię samą piosenkę, jest chwytliwa, ma świetny tekst, może spodziewałem się czegoś więcej od szybkiego, tanecznego kawałka” − dodał opiniodawca. Andrea Salazar, recenzentka strony hypable.com, doceniła dyskotekowy potencjał singla: „'All I wanna do is fuck your body', śpiewa Christina w refrenie piosenki idealnej na wypad na parkiet, której kierowniczy wers łatwo będzie zamienić na 'rock your body' w wersji przeznaczonej dla radiofonii. 'Tonight’s your lucky night. I know you want it' − kontynuuje. 'Your Body' tym różni się od 'Not Myself Tonight' − innego przepełnionego seksem kawałka Christiny, że nie ma bardzo elektronicznego brzmienia pierwszego singla z albumu Bionic, ale pozostaje szybkim kawałkiem, który na pewno dobrze przyjmie się w klubach.” Dziennikarz pracujący dla witryny aceshowbiz.com okrzyknął „Your Body” „seksowną piosenką, klubowym kawałkiem z gorącym tekstem”. Katie Hasty (hitfix.com), komentując opublikowaną w sieci kompozycję, napisała: „To wspaniała piosenka. (...) Christina Aguilera stawia sprawę jasno − chce 'pie***** twoje ciało'. Ten kawałek ma fajny, zostający w głowie, dyskotekowy przykop w stylu Enrique Iglesiasa. Już słyszę wersje radiową: 'All I wanna do is love your body'. Refren jest prosty i lekkomyślny, a Aguilera obnosi się w nim swoimi wokalnymi akrobacjami (...). 'Tonight’s your lucky night'. Tak to prawda, ktoś tu ma szczęście i jesteś to ty!”. Pozytywnie demo „Your Body” odebrała także redaktorka strony toyazworld.com. „Aguilera pozornie chce zachować dystans od dance-popowego szaleństwa, decydując się iść prosto w stronę popu na skos z miejskim brzmieniem, a także nie ładując w swoje wokale auto-tune’a. Fani będą zdziwieni, że wokalistka o wielkim głosie wciąż potrafi śpiewać perfekcyjnie, pokazując silny, naturalny i swawolny wokal (...). Werble w refrenie również dodają ognistości tej produkcji, przez co kawałek działa na słuchaczy niemal natychmiastowo. W skrócie, 'Your Body' jest tym, czym powinno być 'Not Myself Tonight', faktycznym hitem.” − pisała w swej recenzji. Armando Tinoco (terra.com) podkreślił przebojowość piosenki oraz dodał, że „chociaż jest to tylko demo, brzmi jak coś, co moglibyśmy pokochać”.

#### Wersja finalna

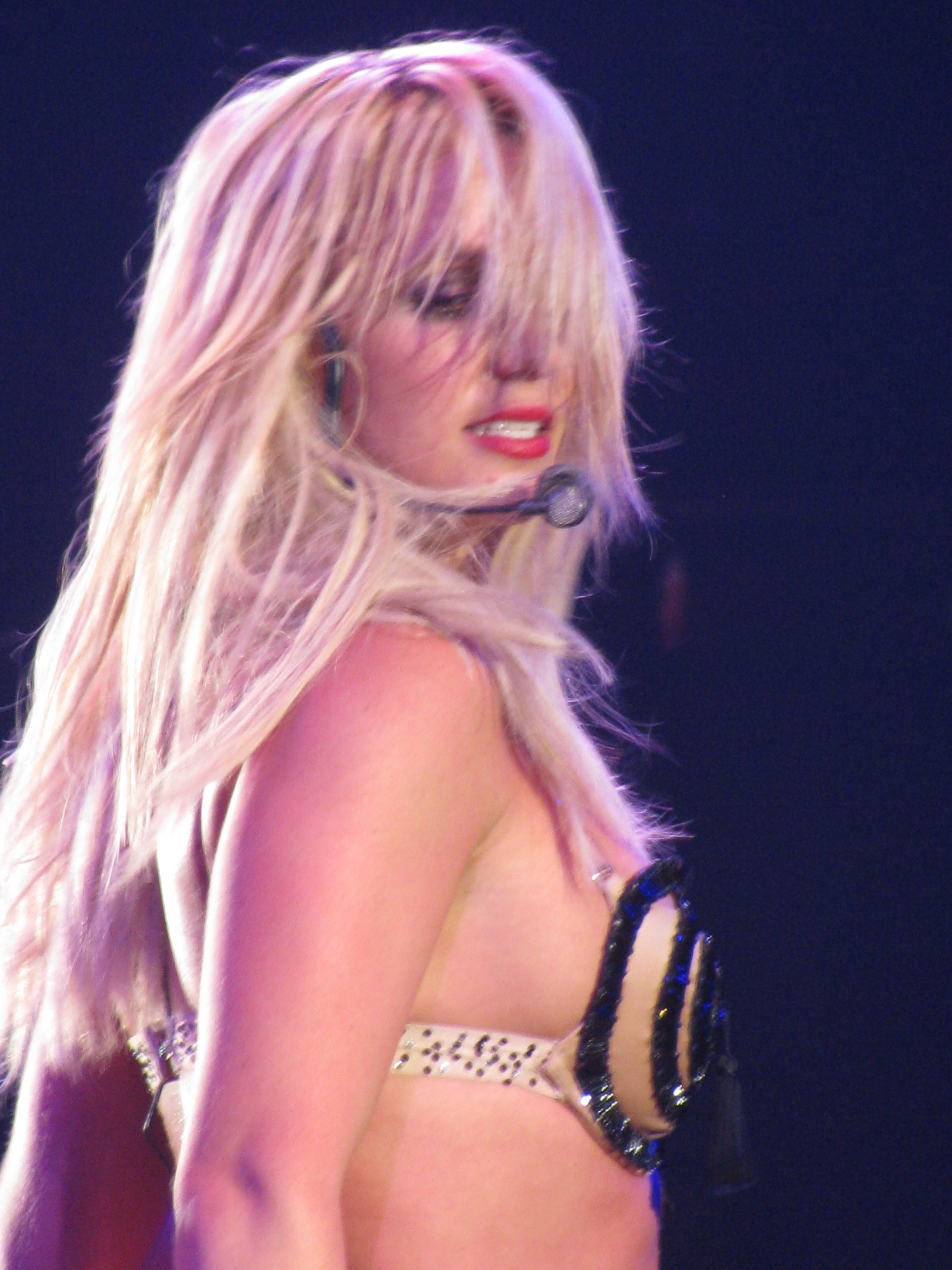
Według niektórych krytyków utwór można porównać z nagraniami Britney Spears.

Finalna wersja singla, podobnie, zaskarbiła sobie w większości korzystne recenzje. Katie Hasty (hitfix.com) uznała „Your Body” za świeży powrót Aguilery do muzyki, a jej śpiew w piosence określiła jako „ostry i bezpośredni”; pochwaliła jednocześnie beat, który przywodzi skojarzenia z utworami początku lat 2000. Recenzent magazynu The Guardian Express chwalił sobie przebojowość singla, pisząc, że „tekst jest łatwo przyswajalny, a hook piekielnie chwytliwy”. Dziennikarz skwitował: „W sumie utwór osiąga to, co powinien: pokazuje wokalny talent Christiny połączony z nośnym beatem Maksa Martina. Zapewnia też, że 'Your Body' będzie klubowym hymnem przez kilka najbliższych miesięcy”. Jason Lipshut z Billboardu pozytywnie wypowiedział się na temat warstwy instrumentalnej piosenki, a ją samą podsumował jako „hymn samozwańczego 'freaka', nie tak seksualnie nachalny jak 'Dirrty' (2002)”. Amy Sciarretto (popcrush.com) nazwała singel „über-chwytliwym, a zarazem seksownym i zmysłowym”, a także pochwaliła Aguilerę za wykorzystanie w nim „boskiego talentu i zjawiskowego głosu”. Sciarretto skonkludowała: „'Your Body' to klubowy banger 2012 roku, nasycony podtekstami i aluzjami. Xtinie udaje się chodzić po linie między mocną elektroniczną muzyką taneczną i ładnym popem, do tego robi to nosząc sześciocalowe szpilki. Dobra robota, dziewczyno!”. Alexis L. Loinaz (E! News) stwierdziła, że „zabarwiona muzyką electro śpiewka zapowiada główny parkietowy hit tego sezonu”; doceniła również dźwięk piosenki, jej huczność oraz śpiew Aguilery. Carl Williott, recenzent pracujący dla witryny Idolator, nazwał „Your Body” „dubstepowo-klubowym postępem muzycznym”, utrzymanym w relaksującym tempie. Mieszaną recenzję wydał Nate Jones, redaktor pisma Pop Dust: „Wracamy z powrotem do dni singlowego 'Dirrty', które zresztą były jednymi z najlepszych w karierze Christiny, nieprawdaż? W związku z trendami współczesnej muzyki pop, wokalistka porzuca tu jednak melizmat na rzecz (...) syntezatorowego buczenia i hooku skomponowanego na rzecz nocnych pląsów”. Do przeboju 'Dirrty' nawiązał też dziennikarz, który w rozległej recenzji dla strony thatgrapejuice.net pisał: „Co nas tak oczarowało (...)? Oto, jak powinny wyglądać triumfalne powroty! Bardzo w stylu 'Dirrty' roku 2012, kawałek jest bez wątpienia zaraźliwy i mógłby rozgrzać parkiet do czerwoności. To, co najbardziej przyciąga uwagę, to bezkompromisowe, silne wokale Xtiny. W czasach, kiedy wokalistki śpiewają w bezpiecznych, średnich rejestrach, by mieć pewność, że będą puszczane w radio, skala wokalu Christiny sięga szczytów swojej niezwykłej objętości. Autentyczności dodaje tu już tylko wers, w którym piosenkarka śpiewa: 'Myślę, że znasz już moje imię'. Jesteśmy pewni, że znamy i nie możemy być szczęśliwsi z powodu, że mamy ją (Aguilerę − przyp.) z powrotem!”.
Young Tan (So So Gay) wycenił singel na , pisząc: „Wokale Aguilery są ogniste, tak jak cały ten dyskotekowy banger”. Dodatkowo Tan porównał „Your Body” do dokonań Britney Spears. Na kilka słów krytyki zdobył się także Andrew Hampp z magazynu Billboard: „Chociaż Christina Aguilera wydawała muzykę w czasie całego 2010 roku (trzy single z nieprzynoszącego zysku albumu Bionic i nowe utwory z soundtracku Burleski), wydaje się, że właśnie 'Your Body' jest jej długo wyczekiwanym powrotem. Biorąc pod uwagę, że piosenkarka po raz pierwszy współpracowała ze znanym producentem Maksem Martinem, staje się jasne, że diva chce iść na całość. Refren pozwala Aguilerze zaprezentować swój potężny głos, przez co w 'Your Body' łatwo przeoczyć wywołujący wzdrygnięcie tekst o anonimowym seksie. Niemniej utwór został wysłany do radia z nadającym się dla dzieci refrenem 'All I wanna do is love your body', podczas gdy jego bardziej jednoznaczna wersja wyraźnie zastępuje słowo 'love' czymś znacznie bardziej transakcyjnym”. Według użytkownika strony charts.org.nz, „Świeży i energiczny, singel jest zadowalającym powrotem Xtiny do branży muzyki pop, niepozwalającym ustać w miejscu tanecznym zjawiskiem, podobnym do nagrań Britney Spears”. Opiniodawca ocenił „Your Body” na . Robert Copsey (Digital Spy) był pod dużym wrażeniem singla, który nazwał „zjawiskowym electro-rhythmandbluesowym hymnem, będącym kawałkiem zarówno świeżym, jak i ekscytującym”. Mikael Wood napisał w recenzji dla Los Angeles Times, że „'Your Body' umieszcza energiczny wokal Aguilery wysoko ponad dudniącym euro-dance'owym beatem; utwór odsłania bardziej prostolinijny (i gotowy do starcia ze stacjami radiowymi) dźwięk niż ten prezentowany przez piosenkarkę na stosunkowo ostrym krążku Bionic z 2010 roku”. Sarah Deen, pracująca dla brytyjskiego tabloidu Metro, chwaliła singel, nazywając go „zabawnym, cholernie tanecznym numerem”. „Głos Aguilery brzmi tak nieziemsko, jak zawsze, a piosenka bardzo nowocześnie, pasując do rodzaju muzyki, który dominuje na listach przebojów w tych czasach” − kontynuowała Deen. Dziennikarze strony maximumpop.co.uk podsumowali „Your Body” jako „popowy przebój wyprodukowany przez popowego geniusza”, „najbardziej wstrząsający lead single Aguilery od czasów 'Dirrty' i pewnego rodzaju powrót do formy z jej strony”. W recenzji albumu Lotus Sal Cinquemani (Slant Magazine) darzył singel uznaniem: „Jeżeli popowa piosenka może być tak silna jak jej hook, to 'Your Body' zdecydowanie zalicza się do wagi ciężkiej. Pozwala Aguilerze wyśpiewać refren pełną piersią i zawiera w sobie prowokujące, dwuznaczne przesłanie, którego można się spodziewać po tej piosenkarce, nawet jeśli newralgiczne punkty jej ciała na okładce płyty zostały strategicznie zasłonięte: 'Ruszamy się naprawdę szybko; jeśli nie wiesz, jak skończyć, zrobię to za ciebie”. Paweł Gzyl, recenzent strony onet.pl, uznał, że w „Your Body” „znaleźć można potężną wokalizę, wpisaną na zasadzie kontrastu w formułę klubowego euro-dance'u”.

## Teledysk
Zdjęcia do klipu ruszyły 20 sierpnia 2012, a zakończyły się nazajutrz w Los Angeles. Teledysk wyreżyserowała popularna z powodu częstej współpracy z Rihanną („We Found Love”, „Rude Boy”) i Beyoncé („Diva”, „Why Don’t You Love Me”) Melina Matsoukas, która swoje dzieło określiła jako „figlarne i żartobliwe”. Christina Aguilera wypowiedziała się na temat klipu, mówiąc: „Zwróciło moją uwagę dowcipne ujęcie tej opowieści. Nie chciałam brać siebie w tym wideo zbyt poważnie i widać to począwszy od garderoby, poprzez lokalizacje, a nawet przez różowe auto, które prowadzę. Nic nie jest w tym klipie na serio”. Wokalistka powiedziała również, że Melinę Matsoukas „od dawna miała na oku, ponieważ jest to osoba lubiąca eksperymenty, posiadająca odwagę podążać w miejsca, których inni ludzie się obawiają”. 17 września 2012 czterdziestosekundowy fragment teledysku został zaprezentowany odbiorcom programu telewizyjnego stacji NBC The Voice, w którym Aguilera występowała w charakterze jurora. Tego dnia teaser udostępniono również za pośrednictwem kont wokalistki w serwisach YouTube oraz Vevo.com. Drugi, trwający dziewiętnaście sekund teaser opublikowano tą samą drogą 26 września. Premiera teledysku miała miejsce 28 września 2012. W ciągu piętnastu godzin od wydania w serwisie YouTube teledysk został odtworzony ponad milion razy. Do kwietnia 2013 liczba wyświetleń wzrosła do siedemdziesięciu milionów, a w połowie stycznia 2014 przekroczyła sto milionów, przez co teledysk został wyróżniony specjalnym certyfikatem Vevo (jako pierwsze solowe wideo w karierze Aguilery). W lipcu 2017 liczba wyświetleń sięgała stu siedemdziesięciu pięciu milionów. Na początku grudnia 2012 klip zwyciężył w plebiscycie strony fuse.tv na najlepszy teledysk roku. Jeszcze pod koniec roku klip został nominowany do nagród World Music Awards oraz PopCrush Music Awards.

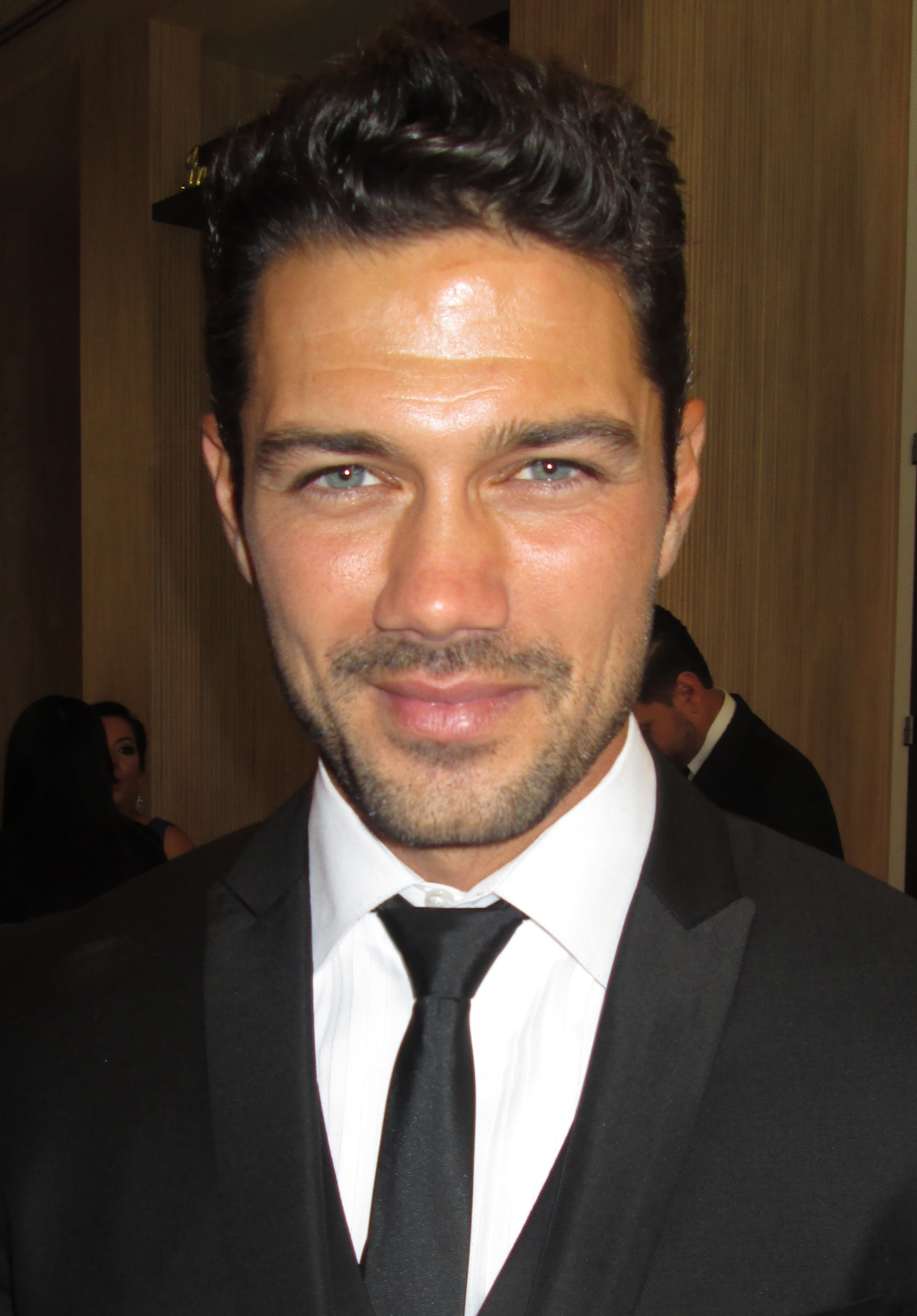
Ryan Paevey, jeden z aktorów występujących w teledysku.

Wideoklip rozpoczynają napisy: „żadni mężczyźni nie ucierpieli podczas kręcenia tego filmu”. Aguilera wciela się w postać groteskowo przerysowanej, ubierającej się w krzykliwe, kolorowe stroje zabójczyni, która lubuje się w uwodzeniu i następnie eliminowaniu atrakcyjnych, dobrze zbudowanych mężczyzn. Jej pierwszą ofiarą zostaje młody podróżnik (w tej roli Chase Kuker), który zabiera bohaterkę jako autostopowiczkę. Aguilera − w koszuli z nadrukowanym tekstem „fuck the paparazzi” − flirtuje z nim, lecz ostatecznie podpala jego auto. Mężczyzna ginie w potężnym wybuchu (z dystansu obserwujemy eksplozję obfitującą w różowy obłok dymu). Kolejne kadry prezentują wokalistkę przed obskurną przyczepą kempingową w towarzystwie grupy ludzi, na łóżku w pokoju motelowym oraz w przydrożnej knajpie. W barze bohaterka zaleca się do innego młodego mężczyzny (Ryan Paevey), którego odciąga od jego partnerki. Gra razem z nim w bilarda, by w końcu namówić go na odbycie stosunku w publicznej toalecie. W kabinie morduje go w niejasny sposób, wkrótce potem wychodzi, zostawiając po sobie rozbryzgi gęstej, niebieskiej farby na ścianach. Następują ujęcia z telewizyjnego programu astrologicznego. Aguilera wstępuje do sklepu, w którym nawiązuje następną przypadkową znajomość. Wraz z nowo poznanym kasjerem (David John Craig) udaje się do motelu o niskim standardzie. Scenę tę przerywają ujęcia bohaterki korzystającej z łóżka solaryjnego postawionego przed przyczepą mieszkalną. W motelu młody kasjer jest kokietowany przez rozerotyzowaną Aguilerę. Ta w ciągu chwili roztrzaskuje głowę nic niepodejrzewającego chłopaka przy użyciu kija bejsbolowego, co powoduje wytryśnięciem z niej konfetti w kolorze wściekłego różu. Morderczyni zmywa ścinki papieru ze swoich rąk. W ostatniej scenie, rozgrywającej się w przyczepie, bohaterka spożywa kolorowe płatki śniadaniowe, oglądając kreskówki i serial z Lucille Ball w roli głównej.
Zapytana o odwołanie się do Ball, Aguilera wyznała: „Uwielbiam ją, kocham oglądać starą telewizję. Uważam, że ten charakterystyczny styl i przedstawiane historie są bardzo zabawne i uspokajające. Stwierdzenie, że wzorowałam się na niej, to dla mnie ogromny komplement”. Przemoc w klipie nie zostaje ukazana w dosłowny sposób, zastąpiona przez Matsoukas przekoloryzowanym, surrealistycznym i kiczowatym gore. Reżyserka odwołuje się także do amerykańskiej kultury śmietnikowej, umieszczając w teledysku osiedla z przyczepami mieszkalnymi czy kontroler Nintendo NES Advantage. W wywiadzie udzielonym magazynowi People Mark Townsend, fryzjer pracujący dla Christiny Aguilery, zdradził szczegóły dotyczące image'u artystki. „Stylizacje Christiny nazwałem 'Updated Xtina' (pol. zaktualizowana Xtina − przyp.)” – stwierdził, odnosząc się do ilości różnobarwnych peruk, pasemek i przedłużeń wzbogacających fryzurę Aguilery, które przygotował w trakcie dwóch dni zdjęciowych. „Kiedy Christina opowiedziała mi o swoich pomysłach dotyczących różnych kolorów na włosach, natychmiast zacząłem gromadzić przykłady barw, które według mnie świetnie współgrałyby z jej blondem. Widząc je, powiedziała, że uwielbia wszystkie” − wyznał. Scenę finalnego mordu nagrywano w The Pink Motel w dzielnicy Sun Valley. Rzeczywisty budynek stylizowany jest na motele z lat 50. XX wieku, w jego wnętrzu nagrywano takie filmy jak Dom z piasku i mgły (2003) czy Jak ugryźć 10 milionów 2 (2004).
Aguilera obszerniej przemówiła na temat współpracy z Matsoukas, realizacji teledysku oraz atmosfery na jego planie w wywiadzie dla MTV:

Pracowałam z Meliną Matsoukas nad klipem do 'Your Body'. Melina przyciągnęła moją uwagę ze względu na pracę, jaką wykonała przy teledyskach innych artystów. Ona naprawdę chce uchwycić postać, coś z niej wydobyć, opowiedzieć konkretną historię; wszystko to bez użycia grupy tancerzy w tle czy innych sztuczek. Kiedy zaczęłyśmy ze sobą rozmawiać i usłyszała 'Your Body', zaczęła prząść fabułę w sposób, którego nikt by się nie spodziewał. Miałam zagrać postać, która jest niegrzeczna, jest bardzo pewna siebie, ale też zabawna i ironiczna. Śmieje się przez cały czas trwania klipu, ogląda kreskówki i nie bierze niczego zbyt poważnie. Nie sądzę, żebym zrobiła wcześniej teledysk przy użyciu tak wielu kolorów, wolności i zabawy. Są w nim nieoczekiwane zwroty akcji, są samochody wysadzane w powietrze, ale ukazane w żartobliwy, niemal komediowy sposób. Świetnie bawiłam się odgrywając swoją bohaterkę.

W ostatnich dniach kwietnia 2013 aktor David John Craig zdradził, że istnieje nieujawniona, alternatywna wersja teledysku − bardziej erotyczna, zawierająca „odważniejsze sceny”.
Twórcy
| - Reżyseria: Melina Matsoukas - Aktorzy: Christina Aguilera, Ryan Paevey, David John Craig, Chase Kuker | - Koloryzacja klipu: Dave Hussey - Wytwórnia: Prettybird |

### Recenzje

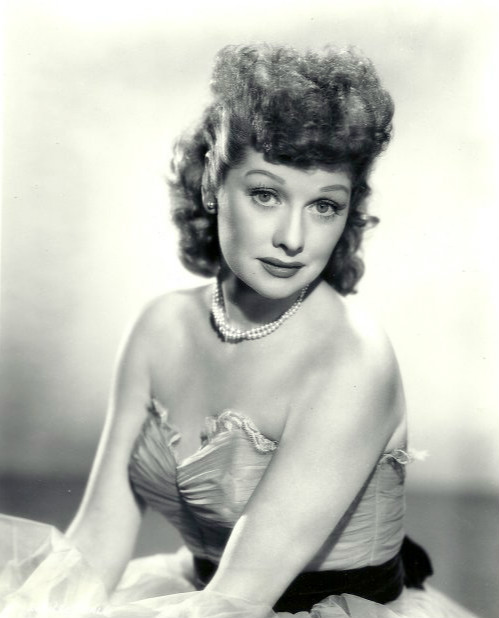
Teledysk zawiera liczne nawiązania do amerykańskiej popkultury. W jednej ze scen bohaterka kreowana przez Aguilerę ogląda serial z udziałem znanej aktorki Lucille Ball.

Wideoklip został optymistycznie przyjęty przez krytykę. MTV chwaliło walory techniczne teledysku oraz reżyserię Meliny Matsoukas, jednak to kostiumy Aguilery uznało za szczególną zaletę klipu, podsumowując je jako „krzykliwe i uderzające wizualnie”. Dziennikarze stacji uznali, że wideoklip „narusza normy społeczne, gra na podstawowych instynktach i płonie w mózgach odbiorców”, a także przypisali mu czerpanie z fabuły filmu Urodzeni mordercy (1994) w reżyserii Olivera Stone’a. „Po raz kolejny Xtina udowadnia, że jest bardzo dobra w byciu złą, ale jeszcze nigdy dotąd nie zrobiła tego z takim przymrużeniem oka (uwielbiam fragment z napisem 'żadni faceci nie ucierpieli podczas kręcenia tego filmu', pojawiającym się na początku). Subtelność nigdy nie była jej mocną stroną, ale tak długo, jak będzie dawać nam klipy tak dobre jak ten, będziemy to akceptować. Patrząc na ilość zwłok, które za sobą pozostawiła, nie możemy powiedzieć nic innego” − kontynuowali swoją wypowiedź. Zdaniem redaktorów strony buzzworthy.mtv.com, teledysk został zrealizowany „z domieszką klimatu Quentina Tarantino”, a inspirowany jest klipami „Telephone” Lady Gagi i Beyoncé oraz „Bad Girls” M.I.A.. Adam Graham, dziennikarz czasopisma The Detroit News, napisał: „Rzadko brutalna fantazja rodem z kina drogi może być tak seksowna. Aguilera nigdy nie zakrywała swojego ciała w klipach, ale tym razem zdaje się czuć w swojej skórze naprawdę komfortowo. I wygląda na to, że znowu zaczyna się dobrze bawić, co nie udało jej się przy promocji ostatniego albumu, ponurego Bionic (ani przy żenującym teledysku do 'Not Myself Tonight', który zamiast szokować − żenował). Ponadto w swoim rynsztokowo-olśniewającym wyglądzie 'Your Body' wiąże się z uderzającym klipem 'Birthday Song' 2 Chainza i Kanye’ego Westa”. Sam Lansky (Idolator) uznał, że Aguilera „obdarzona jest szczerym i uroczym poczuciem humoru, co ujawnia w teledysku, który nie jest zrealizowany do końca na serio”. „Klip przepełniony jest kampowym blaskiem. Podczas gdy 'Not Myself Tonight' nakręcony został bez cienia ironii, to wideo pokazuje Christinę, która doskonale się bawi. Atmosfera jest szaleńczo zabawna, a sam teledysk może być jej najlepszym od czasów promocji krążka Stripped (...). Co najważniejsze, klip jest swawolny i wciągający, a Aguilerze nie zależy w nim tylko na wymuskanej autokreacji − dziewczyna wie, jak śmiać się z siebie samej. Z pełną szczerością, minęły lata od kiedy kochaliśmy klip od Christiny Aguilery tak bardzo” − pisał Lansky. Dziennikarz magazynu Billboard Jason Lipshut zauważył, że wideoklip zainspirował nieprzerwany strumień przemocy w telewizji, jednak dodał, że najbardziej odznacza się w klipie garderoba Aguilery. Dwutygodnik Rolling Stone przyjął teledysk z aprobatą: „Z pewnym siebie uśmiechem Aguilera wyrusza w wyprawę pełną pokus, kręcenia z przypadkowymi mężczyznami i następnie ich zabijania − wszystko dla cielesnych przyjemności. Uważaj, kiedy następnym razem ktoś powie ci, że chce twojego ciała; możesz skończyć jak nieszczęśnicy z klipu”. Marc Hogan, redaktor muzycznego pisma Spin, za największą zaletę wideoklipu uznał jego „niesamowitą absurdalność”. Lyndsey Park (Yahoo! Music) pisała o teledysku jako o dziele przepełnionym odniesieniami do kultury masowej: 'Klip brrudnej dziewczyny stwarza tak wiele referencji popkulturowych w ciągu swoich parzących siatkówkę, tęczowych czterech minut i czterdziestu sekund, że nawet Seth MacFarlane i Dennis Miller mogliby dostać zawrotu głowy. To bardzo, bardzo w stylu Xtiny.” Według Mike’a Nieda (Idolator) teledysk stał się „ikoniczny”, gdy tylko ukazał się oczom widzów.

## Promocja i wykonania koncertowe
Singel nie był mocno promowany, przez co stracił na przebojowości. Przewidywano pojawienie się artystki na koncercie Madonny w Los Angeles w ramach trasy MDNA Tour, jednak donosy na ten temat okazały się nieprawdziwe. 2 listopada 2012 Aguilera pojawiła się jako gość w autorskim talk-show Jimmy’ego Fallona Late Night with Jimmy Fallon, nadawanym przez telewizję NBC. Wspólnie z gospodarzem programu oraz członkami zespołu The Roots wykonała „Your Body” w specyficznej oprawie muzycznej − piosenkę odegrano na klawiszach telefonu oraz szklankach. 9 października 2012 Aguilera wyjawiła, że zaśpiewa „Your Body” na gali 2012 American Music Awards, mimo tego 18 listopada wystąpiła z innym repertuarem, śpiewając medley piosenek „Lotus Intro”, „Army of Me” i „Let There Be Love” z albumu Lotus. Odbył się także koncert wokalistki w talent show The Voice, w ramach którego artystka zaśpiewała „Your Body”, jednak występ nie został wyemitowany przez telewizję. 28 maja 2016 występ artystki przed dwustutysięczną widownią, inaugurowany remiksem „Your Body”, zamknął marokański festiwal muzyczny Mawazine.

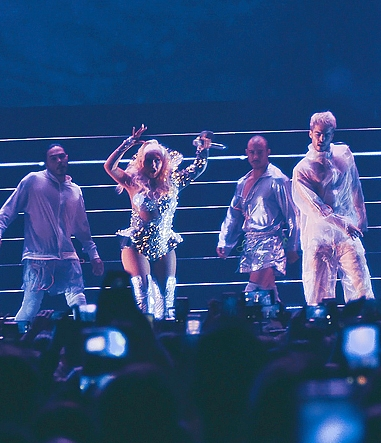
Aguilera podczas europejskiego tournée The X Tour (2019). Utwory „Your Body” i „Bionic” otwierały koncerty z tej trasy.

Na początku 2019 roku Aguilera gościła w programie Watch What Happens Live with Andy Cohen telewizji Bravo. Została zapytana przez gospodarza o to, dlaczego tak rzadko wykonuje piosenkę przed publicznością. Wkrótce potem nagranie zostało wpisane na setlistę rezydentury The Xperience. Było piosenką otwierająca koncert, poprzedzoną przez fragmenty szlagieru „I Feel Love” z repertuaru Donny Summer. Aguilera wykonała „Your Body” pierwszy raz od 2012 roku, a jej występowi towarzyszyła wysokobudżetowa inscenizacja. Latem 2019 artystka ruszyła w europejską trasę The X Tour, obejmującą między innymi Holandię, Francję i Niemcy. „Your Body” i „Bionic” były utworami, które rozpoczynały kolejne koncerty.
We wrześniu 2023 Aguilera wystąpiła na Malcie, podczas pride’owego koncertu, na którym zjawiło się 38 tys. widzów. Widowisko otworzył występ z remiksem „Your Body”.

## Nagrody i wyróżnienia
| Rok       | Ceremonia              | Nagroda                | Rezultat  |
| --------- | ---------------------- | ---------------------- | --------- |
| 2012      | BMI Awards             | nagroda za kompozycję  | Wygrana   |
| 2012      | PopCrush Music Awards  | teledysk roku          | Nominacja |
| 2012/2013 | World Music Awards     | światowa piosenka roku | Nominacja |
| 2012/2013 | World Music Awards     | światowy teledysk roku | Nominacja |
| 2013      | SpettegulessAwards2013 | teledysk roku          | Nominacja |
| 2014      | Vevo Certified Awards  | 100.000.000 Views      | Wygrana   |

## Listy utworów i formaty singla
| Ogólnoświatowy digital download - „Your Body” − 4:00 Niemiecki singel CD - „Your Body” - „Your Body” (Papercha$Er Radio Mix) Amerykański promo CD - „Your Body” (Clean Version) − 4:00 - „Your Body” (Explicit Edit) − 4:00 Tajski promo CD - „Your Body” (Radio Edit) - „Your Body” (Explicit Edit) − 4:00 - „Your Body” (Country Club Martini Crew Clean Radio) - „Your Body” (Country Club Martini Crew Clean Extended) - „Your Body” (Country Club Martini Crew Dirty Radio) - „Your Body” (Country Club Martini Crew Dirty Extended) | Brytyjski digital download złożony z remiksów - „Your Body” − 4:00 - „Your Body” (Ken Loi Remix) − 5:26 - „Your Body” (Audien Remix) − 6:16 - „Your Body” (Oxford Hustlers Radio Mix) − 3:42 - „Clean Version” - „Explicit Edit” - „Country Club Martini Crew Clean Radio” - „Country Club Martini Crew Clean Extended” - „Country Club Martini Crew Dirty Radio” - „Country Club Martini Crew Dirty Extended” - „Papercha$Er Radio Mix” - „Ken Loi Remix” - „Audien Remix” - „Oxford Hustlers Radio Mix” |

## Twórcy
- Główne wokale: Christina Aguilera
- Producent: Max Martin, Karl Johan „Shellback” Schuster
- Autor: Max Martin, Karl Johan „Shellback” Schuster, Tiffany Amber, Savan Kotecha
- Inżynier dźwięku: Sam Holland
- Asystent inżyniera: Tomas Cullison, Todd Robinson
- Programming: Karl Johan „Shellback” Schuster
- Keyboard: Max Martin
- Wokale wspierające: Max Martin, Karl Johan „Shellback” Schuster, Aimee Proal

## Pozycje na listach przebojów
| Kraj/region                  | Notowanie (2012)                 | Wydawca                         | Najwyższa pozycja |
| ---------------------------- | -------------------------------- | ------------------------------- | ----------------- |
| Antyle Holenderskie          | Official Singles Chart           | IFPI                            | 12                |
| Armenia                      | Official Singles Chart           | IFPI                            | 7                 |
| Australia                    | Top 100 Singles                  | ARIA Charts                     | 59                |
| Austria                      | Top 75 Singles                   | Ö3 Austria Top 40               | 19                |
| Belgia (Flandria)            | Ultratop 50                      | Ultratop                        | 44                |
| Belgia (Region Waloński)     | Ultratip 30                      | Ultratop                        | 13                |
| Białoruś                     | Official Singles Chart           | IFPI                            | 1                 |
| Brazylia                     | Dance/Club Chart                 | Billboard Brasil                | 3                 |
| Brazylia                     | Hot 100 Airplay                  | Billboard Brasil                | 9                 |
| Brazylia                     | Hot Pop Songs                    | Billboard Brasil                | 2                 |
| Brazylia                     | Top 100 Singles                  | Billboard Brasil                | 9                 |
| Chile                        | Top 100 Singles                  | Nielsen Chile/IDERE/Monitec     | 23                |
| Chorwacja                    | Top 100 Airplay                  | YE                              | 15                |
| Chorwacja                    | Top 100 Singles                  | YE                              | 13                |
| Cypr                         | Official Singles Chart           | ΕΕΠΗ                            | 8                 |
| Dania                        | Top 40 Singles                   | Tracklisten                     | 35                |
| Filipiny                     | Official Singles Chart           | PARI                            | 11                |
| Finlandia                    | Top 30 Digital Songs             | ÄKT                             | 21                |
| Francja                      | Top 100 Singles                  | SNEP                            | 84                |
| Grecja                       | Top 50 Singles                   | ΕΕΠΗ                            | 28                |
| Hiszpania                    | Top 50 Singles                   | PROMUSICAE                      | 22                |
| Holandia                     | Dutch Top 40                     | MegaCharts                      | 2                 |
| Holandia                     | Mega Single Top 100              | MegaCharts                      | 65                |
| Honduras                     | Top 50 Singles                   | El Tiempo                       | 27                |
| Hongkong                     | Top 20 Singles                   | IFPI                            | 3                 |
| Indonezja                    | Official Singles Chart           | LIMA                            | 5                 |
| Indonezja                    | Top 50 Singles                   | Creative Disc                   | 1                 |
| Indonezja                    | Top Digital Songs                | LIMA                            | 1                 |
| Irlandia                     | Top 50 Singles                   | IRMA                            | 46                |
| Islandia                     | Official Singles Chart           | IFPI                            | 18                |
| Izrael                       | Official Singles Chart           | IFPI                            | 9                 |
| Izrael                       | Top 10 Airplay (International)   | Media Forest                    | 7                 |
| Japonia                      | Adult Contemporary Airplay Chart | Billboard/Hanshin Contents Link | 1                 |
| Japonia                      | Japan Hot 100                    | Billboard/Hanshin Contents Link | 17                |
| Japonia                      | Top 100 Airplay                  | Billboard/Hanshin Contents Link | 7                 |
| Japonia                      | Top 100 Singles                  | Oricon                          | 23                |
| Kanada                       | Adult Pop Songs                  | Billboard                       | 10                |
| Kanada                       | Canada Hot AC                    | Billboard                       | 10                |
| Kanada                       | Canadian Hot 100                 | Billboard                       | 10                |
| Korea Południowa             | Top 100 Singles                  | Gaon Chart                      | 6                 |
| Liban                        | Top 20 Singles                   | Mix FM                          | 3                 |
| Łotwa                        | Top 50 Airplay                   | IFPI                            | 30                |
| Macedonia                    | Official Singles Chart           | IFPI                            | 16                |
| Malta                        | Top 20 Singles                   | IFPI                            | 11                |
| Niemcy                       | Top 100 Singles                  | Media Control Charts            | 29                |
| Nowa Zelandia                | Top 40 Singles                   | RIANZ                           | 33                |
| Peru                         | Top 100 Singles                  | IFPI                            | 9                 |
| Polska                       | Top 50 Singles                   | IFPI                            | 52                |
| Rosja                        | Official Airplay Chart           | Tophit                          | 17                |
| Rumunia                      | TV Airplay Chart                 | Media Forest                    | 6                 |
| Singapur                     | Official Singles Chart           | IFPI                            | 1                 |
| Słowacja                     | Top 100 Singles                  | IFPI                            | 27                |
| Stany Zjednoczone            | Adult Top 40                     | Billboard                       | 34                |
| Stany Zjednoczone            | Billboard Hot 100                | Billboard                       | 34                |
| Stany Zjednoczone            | Digital Songs                    | Billboard                       | 10                |
| Stany Zjednoczone            | Hot 200 Airplay                  | RIAA                            | 20                |
| Stany Zjednoczone            | Hot Dance Club Songs             | Billboard                       | 1                 |
| Stany Zjednoczone            | R&R CHR/Pop Charts               | Radio & Records                 | 19                |
| Stany Zjednoczone            | Top 40 Mainstream (Pop Songs)    | Billboard                       | 20                |
| Szkocja                      | Top 75 Singles                   | OCC                             | 16                |
| Szwajcaria                   | Top 100 Singles                  | Schweizer Hitparade             | 22                |
| Szwecja                      | Top 100 Airplay                  | IFPI                            | 16                |
| Świat                        | Global Dance Tracks              | Billboard                       | 13                |
| Świat                        | Official Singles Chart           | T4C                             | 22                |
| Tajwan                       | Top 50 Singles                   | RIT                             | 3                 |
| Tokio                        | Hot 100 Singles                  | J-Wave                          | 23                |
| Turcja                       | Top 20 Singles                   | Billboard Türkiye               | 22                |
| Ukraina                      | Official Singles Chart           | FDR/IFPI                        | 13                |
| Węgry                        | Top 40 Airplay                   | MAHASZ                          | 23                |
| Wielka Brytania              | UK Singles Chart                 | OCC                             | 16                |
| Włochy                       | Top 100 Airplay                  | FIMI                            | 35                |
| Włochy                       | Top 50 Singles                   | FIMI                            | 28                |
| Zjednoczone Emiraty Arabskie | Official Singles Chart           | IFPI                            | 3                 |

Notowania radiowe/internetowe
| Kraj/region | Notowanie (2012) | Wydawca                              | Najwyższa pozycja | Data osiągnięcia pozycji szczytowej |
| ----------- | ---------------- | ------------------------------------ | ----------------- | ----------------------------------- |
| Hiszpania   | Top 50 Songs     | Top 50 Oficial — – Tu Portal Musical | 1                 | 2012−10−??                          |

### Listy końcoworoczne
| Kraj    | Notowanie (2012)       | Wydawca                         | Pozycja |
| ------- | ---------------------- | ------------------------------- | ------- |
| Japonia | Official Airplay Chart | Hanshin Contents Link           | 26      |
| Świat   | World Chart Show       | High Energy Radio/Radio Express | 66      |
| Tajwan  | Top 50 Singles         | RIT                             | 80      |

| Kraj     | Notowanie (2013) | Wydawca          | Pozycja |
| -------- | ---------------- | ---------------- | ------- |
| Brazylia | Top 100 Singles  | Billboard Brasil | 65      |

## Sprzedaż i certyfikaty
| Kraj              | Wydawca | Certyfikat | Sprzedaż   |
| ----------------- | ------- | ---------- | ---------- |
| Dania             | IFPI    | złoto      | 15,000+    |
| Dania (streaming) | IFPI    | złoto      | 1,300,000+ |
| Stany Zjednoczone | RIAA    | –          | 566,000+   |

## Historia wydania
| Region            | Data                | Format           | Wytwórnia                |
| ----------------- | ------------------- | ---------------- | ------------------------ |
| Stany Zjednoczone | 17 września 2012    | digital download | RCA Records              |
| Polska            | 17 września 2012    | digital download | RCA Records              |
| Kanada            | 17 września 2012    | digital download | RCA Records              |
| Australia         | 17 września 2012    | digital download | RCA Records              |
| Nowa Zelandia     | 17 września 2012    | digital download | RCA Records              |
| Włochy            | 17 września 2012    | digital download | RCA Records              |
| Francja           | 17 września 2012    | digital download | RCA Records              |
| Irlandia          | 17 września 2012    | digital download | RCA Records              |
| Hiszpania         | 17 września 2012    | digital download | RCA Records              |
| Norwegia          | 17 września 2012    | digital download | RCA Records              |
| Brazylia          | 17 września 2012    | digital download | RCA Records              |
| Dania             | 17 września 2012    | digital download | RCA Records              |
| Portugalia        | 17 września 2012    | digital download | RCA Records              |
| Stany Zjednoczone | 18 września 2012    | airplay          | RCA Records              |
| Niemcy            | 5 października 2012 | digital download | Sony Music Entertainment |
| Niemcy            | 2 listopada 2012    | singel CD        | Sony Music Entertainment |
| Wielka Brytania   | 4 listopada 2012    | digital download | RCA Records              |
| Stany Zjednoczone | 27 listopada 2012   | singel CD        | RCA Records              |